# Messerschmitt Bf 165
Le Messerschmitt Bf 165 était un projet allemand de bombardiers quadrimoteur à longue portée. Une maquette grandeur nature a été construite pour être présentée au Reichsführer en 1937. Il avait quatre mitrailleuses défensives: une entre les deux ailerons, une dans le cockpit vitrée de l'observateur, une dans le dessous du fuselage et une dans la tourelle vitrée supérieur. Les quatre moteurs avait un large radiateur. Son train d'atterrissage était escamotable. La porte d'accès était sur la gauche de l'avion.